# Partydroge
Als Partydrogen werden Drogen bezeichnet, die überwiegend auf Feiern (engl. party: Feier) konsumiert werden.

## Begriff
Der Begriff „Partydroge“ bezeichnet allerdings spezifisch nur den in der modernen westlichen Zivilisation entritualisierten Drogenkonsum im Rahmen einer hedonistischen Lebensweise. Insofern wird unter Nennung des Begriffes „Partydroge“ immer auch mitkommuniziert, dass aufgrund schlechter Aufklärung oder Leichtsinnigkeit das Gefahrenpotenzial der Substanzen unterschätzt wird.

## Geschichte
Historisch sei in diesem Kontext auch auf die Hippie-Bewegung oder auch die Rockmusik verwiesen (bei letzterer ist insbesondere an den mystifizierten Habitus eines „Rockstars“ im Sinne von Sex and Drugs and Rock and Roll zu denken). Diese beiden Subkulturen können jedoch nur als Beispiele dienen, denn die Verbindung von Musik (insbesondere Rhythmus), Trance und Drogen ist so alt wie die menschliche Kultur.

## Substanzen
Unter „Partydrogen“ werden meist aufputschende Substanzen wie Amphetamin (auch „Speed“ genannt), Methamphetamin, stimmungsaufhellende bzw. euphorisierende Stoffe wie Ecstasy (d. h. MDMA, MDA) oder GHB/Liquid Ecstasy und auch halluzinogene Drogen wie LSD verstanden. Halluzinogene Drogen werden im Partykontext allerdings eher in geringen Dosen gebraucht. Kokain zählt ebenfalls zu den klassischen Partydrogen, nimmt jedoch wegen seines besonders hohen Preises und einer gewissen Stilisierung als „Statusdroge“ eine Sonderstellung ein. Legt man den Begriff extensiver aus, lässt sich auch Alkohol unter den Begriff Partydroge subsumieren. Marihuana, respektive Cannabis, zählt tendenziell eher nicht dazu, da es zwar auf Partys konsumiert wird, aber nicht partybezogene Verhaltensweisen wie hemmungsloses Tanzen, leichtere Kontaktaufnahme etc. ermöglicht. Viele Konsumenten von Partydrogen nutzen Cannabis eher als „Afterparty-Droge“, um sich „herunterzurauchen“, d. h., durch die Wirkung des Cannabis die aufputschenden Wirkungen zuvor konsumierter Substanzen abzumildern, beispielsweise um Schlaf zu finden oder generell „herunterzukommen“, wie es in der Szenesprache heißt.
Heroin ist als Analgetikum nicht zu den Partydrogen zu rechnen, da sein Konsum auf ein anderes Drogenmilieu verweist und in Discotheken gewöhnlicherweise kaum verbreitet ist, allerdings im Mischkonsum mit Uppern durchaus anzutreffen.